# Jan Fleischmann
Jan Fleischmann, češki hokejist, * 6. julij 1885, Češka, † 23. september 1939, Češka.
Fleischmann je bil hokejist kluba Slavija Praga, za češko (bohemsko) reprezentanco je nastopil na treh evropskih prvenstvih, na katerih je dosegel dve zlati in eno srebrno medaljo, za češkoslovaško reprezentanco pa na enih olimpijskih igrah.
Tudi njegov brat Miloslav je bil hokejist.